# Socjaldemokratyczna Partia Chorwacji

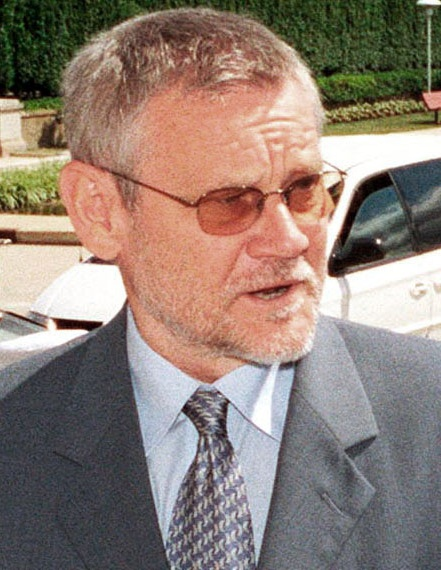
Ivica Račan – założyciel i wieloletni przywódca SDP

Socjaldemokratyczna Partia Chorwacji (chorw. Socijaldemokratska partija Hrvatske, SDP) – chorwacka partia polityczna o profilu socjaldemokratycznym, wywodząca się z dawnej partii komunistycznej, działająca od 1989. Ugrupowanie należy do Partii Europejskich Socjalistów.

## Historia
Początek SDP wiąże się z wystąpieniem w styczniu 1990 Ligi Chorwackich Komunistów (SKH) ze Związku Komunistów Jugosławii. Do nazwy ugrupowania dodano człon Partia na rzecz Demokratycznych Zmian (SDP), a już w listopadzie 1990 porzucono pierwszą część nazwy odwołującą się do komunizmu. W kwietniu 1993 partia przekształciła się w Socjaldemokratyczną Partię Chorwacji. W kwietniu następnego roku wchłonęła marginalne ugrupowanie Socjaldemokratów Chorwacji, na czele którego stał Antun Vujić, a które powstało w 1990 także jako Socjaldemokratyczna Partia Chorwacji.
Założycielem i wieloletnim liderem SDP był Ivica Račan. Ugrupowanie w latach 90. pozostawało średniej wielkości partią, stojąc w opozycji do Chorwackiej Wspólnoty Demokratycznej. Do wyborów w 2000 socjaldemokraci przystąpili w koalicji m.in. z Chorwacką Partią Socjalliberalną. Blok ten wygrał wybory, a Ivica Račan w styczniu 2000 utworzył wielopartyjny rząd. Na czele dwóch kolejnych gabinetów stał do grudnia 2003. Po kolejnych wyborach parlamentarnych SDP przeszła do opozycji.
W 2010 kandydat socjaldemokratów Ivo Josipović zwyciężył w wyborach prezydenckich. W tym samym roku ugrupowanie weszło w skład sojuszu wyborczego, nazwanego później Koalicją Kukuriku. Koalicja ta zwyciężyła w wyborach w 2011 i utworzyła kierowany przez lidera socjaldemokratów rząd Zorana Milanovicia.
Przed wyborami parlamentarnymi w 2015 SDP współtworzyła nową koalicję wyborczą pod nazwą Chorwacja Rośnie, która zajęła drugie miejsce. Po powołaniu w styczniu 2016 nowego rządu z Tihomira Oreškovicia socjaldemokraci znaleźli się w opozycji.
W 2020 ich były lider Zoran Milanović został wybrany na urząd prezydenta. W 2021 doszło do rozłamu w partii; po wykluczeniu z ugrupowania kilku posłów kilkunastu innych deputowanych odeszło z frakcji parlamentarnej.

## Wyniki wyborcze

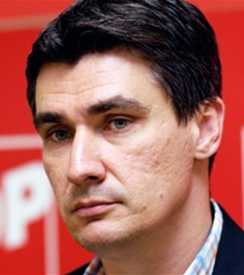
Zoran Milanović – przywódca SDP w latach 2007–2016

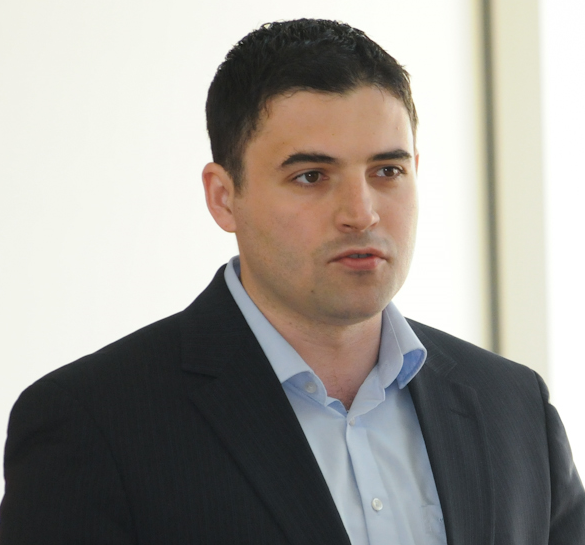
Davor Bernardić – przywódca SDP w latach 2016–2020

Wyniki do Zgromadzenia Chorwackiego:
- 1990: 35,0% głosów i 20 mandatów
- 1992: 5,5% głosów i 11 mandatów
- 1995: 8,9% głosów i 10 mandatów
- 2000: 40,8% głosów i 71 mandatów (koalicja, 43 mandaty dla SDP)
- 2003: 22,6% głosów i 43 mandaty (koalicja, 34 mandaty dla SDP)
- 2007: 30,8% głosów i 56 mandatów
- 2011: 40,0% głosów i 80 mandatów (koalicja, 61 mandatów dla SDP)
- 2015: 33,2% głosów i 56 mandatów (koalicja, 42 mandaty dla SDP)
- 2016: 33,5% głosów i 54 mandaty (koalicja, 38 mandatów dla SDP)
- 2020: 24,9% głosów i 41 mandatów (koalicja, 32 mandaty dla SDP)[10][11]
- 2024: 25,4% głosów i 42 mandaty (koalicja, 37 mandatów dla SDP)[12]

W pierwszych w historii Chorwacji wyborach do Parlamentu Europejskiego w 2013 koalicja skupiona wokół socjaldemokratów z wynikiem 32,1% głosów wywalczyła 5 mandatów (o 1 mniej niż opozycyjna centroprawica). Rok później centrolewicowa koalicja otrzymała 29,9% głosów i 4 miejsca w PE VIII kadencji. W 2019 partia wystawiła samodzielną listę, poparło ją 18,7% głosujących (4 mandaty, w tym 1 zawieszony do czasu brexitu). W 2024 koalicja skupiona wokół socjaldemokratów dostała 26,0% głosów i 4 mandaty (wszystkie dla przedstawicieli SDP).

## Przewodniczący
- 1990–2007: Ivica Račan
- 2007–2007: Željka Antunović (p.o.)
- 2007–2016: Zoran Milanović[2]
- 2016–2020: Davor Bernardić[17]
- 2020–2020: Zlatko Komadina (p.o.)[18]
- 2020–2024: Peđa Grbin[19]
- od 2024: Siniša Hajdaš Dončić[20].